# 亚当斯撞击坑
- 關於月球同名撞击坑，請見「亚当斯环形山」。
- 關於火星上撞击坑，請見「亚当斯陨击坑」。

亚当斯撞击坑（英語：Addams）是金星上的一个撞击坑，以獲得諾貝爾獎的女性简·亚当斯為命名。